# インクィジター
インクィジター（Inquisitor）はアメリカの作家マーティン・クルーズ・スミス（Martin Cruz Smith 本名：Martin William Smith）が別名義サイモン・クインで執筆したアクション小説。
全6巻。日本ではこのうち4巻が出版された。

## キャラクター
フランク・キリー
バチカン市国聖務省に勤務する異端審問官（インクィジター）。元はアメリカ陸軍の兵士。

## シリーズ一覧
1. The Devil in Kansas (1974)
2. 最後に地獄を見た男　The Last Time I Saw Hell(1974)
3. 聖者死すべし　His Eminence Death (1974)
4. Nuplex Red (1974)
5. ミダス王の棺　The Midas Coffin (1975)
6. コンドルの葬送　Last Rites for the Vulture (1975)